# مورغان نيلسون
مورغان نيلسون (بالسويدية: Morgan Nilsson)‏ (1 يناير 1971 بالسويد - ) هو لاعب كرة قدم سويدي في مركز الوسط.

## وصلات خارجية
- مورغان نيلسون على موقع اتحاد السويد (السويدية)
- مورغان نيلسون على موقع قاعدة بيانات كرة القدم.إي يو (الإنجليزية)
- مورغان نيلسون على موقع ناشيونال فوتبول تيمز (الإنجليزية)
- مورغان نيلسون على موقع Soccerway.com (الإنجليزية)
- مورغان نيلسون على موقع عالم كرة القدم.نت (الإنجليزية)

1. ↑   https://fbref.com/en/players/90a3bf2d. {{استشهاد ويب}}: |url= بحاجة لعنوان (مساعدة) والوسيط |title= غير موجود أو فارغ (من ويكي بيانات) (مساعدة)